# (2491) Tvashtri
(2491) Tvashtri (1977 CB) – planetoida z pasa głównego asteroid okrążająca Słońce w ciągu 2,57 lat w średniej odległości 1,88 au. Odkryta 15 lutego 1977 roku.